# 于俊崇
于俊崇（1940年12月5日—），江苏滨海人，核动力专家，中国工程院院士，现任国防重点工程两型号副总设计师。。

## 履历[1]
- 1965年，毕业于南京工学院。
- 2009年，当选中国工程院院士。